# أبو الحسن الأحمر
أبو الحسن علي بن المبارك (؟ - 194هـ)، وأحياناً يُكتب اسمه أبو الحسن علي بن الحسن، لُقِّبَ بالأحمر. هو نحويٌّ من الكوفة، ومن أشهر نحاة الطبقة الثالثة من المدرسة الكوفية في النحو، اشتهر بمصاحبته للكسائي الذي يعدُّه كثيرون المؤسِّس الحقيقي للمذهب الكوفي في النحو.

## سيرته
نشأ علي بن المبارك في البصرة، ثُمَّ رحل إلى بغداد، حيث عمل في البداية جُندِياً لدى الخليفة الرشيد، ومن ثمَّ مال إلى العلم، وكان يراقب الكسائي إذا حضر عند الرشيد فيسير خلفه متى ما فرغ من نوبته يستمع إلى حديثه ويناقشه في المسائل حتَّى صار واحداً من أصحابه. تولَّى تأديب الأمين عندما أُصِيب الكسائي بالبرص، بعد أن كان الكسائي هو الذي يتحمَّل تلك المسؤولية. كان بينه وبين الفراء وعبد الملك الأصمعي منافسة. توفِّي في طريق الحج في سنة 194هـ، وتذكر روايات أخرى أنَّ وفاته كانت في سنة 206 أو 210. وعندما تُوفِّي قال الفراء: «ذهب من كان يخالفني في النحو».
كان أبو الحسن الأحمر يحفظ الكثير من الشواهد النَّحوية، وقد قال عنه ثعلب: «كان علي الأحمر مؤدِّب الأمين يحفظ أربعين ألف شاهد في النحو، سوى ما كان يحفظ من القصائد وأبيات الغريب، وكان متقدماً على الفراء في حياة الكسائي، لجودة قريحته وتقدمه في علل النحو ومقاييس التصريف». وأبو الحسن الأحمر هو أوَّل من دوَّن عن الكسائي ونقل آراءه، قبل تلميذه الآخر الأكثر شهرةً الفراء. وتتلمذ على يد الأحمر عدد من الطلاب. وهو الذي ناظر سيبويه عندما قدم سيبويه إلى بغداد، وشهد المناظرة أستاذه الكسائي.

## مؤلفاته
تُنسَب إليه المؤلفات التالية:
- «كتاب التفسير».
- «يقين البلغاء».
- «التصريف».